# Brigade Lushai
La brigade Lushai est une formation de combat improvisée de l'armée indienne britannique formée pendant la Seconde Guerre mondiale. Elle a participé à la bataille d'Imphal et à la campagne de Birmanie.

## Ordre de bataille
- 1er Bn. 9e régiment Jat
- 8e Bn. 13e Frontier Force Rifles
- 7e Bn. 14e régiment Pendjab
- 1er Bn. Régiment du Bihar
- Lushai et Chin Levies (ci-joint)
- Bataillon de Falam Hills (ci-joint)
- Détachement de Lushai, Force V (ci-joint)